# Mufulira

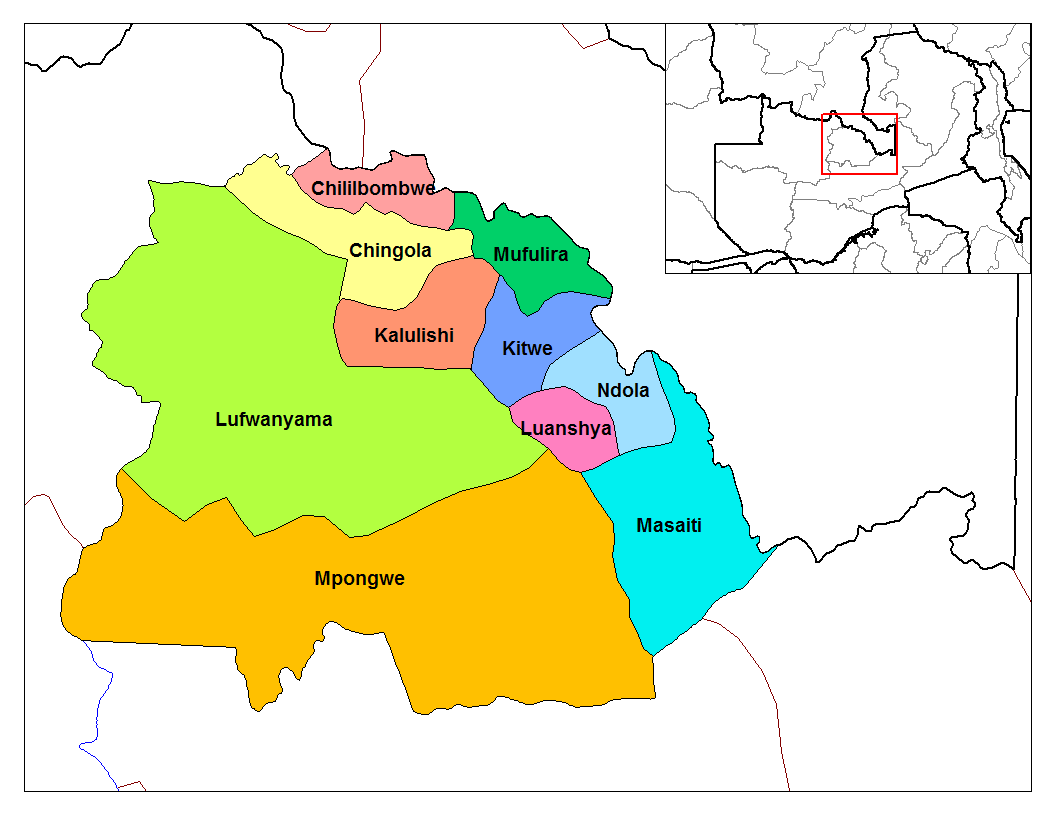
Districten van Copperbelt

Mufulira is een mijnstad in Zambia, gelegen op 1300m hoogte. De stad telt 119.291 inwoners (2007) en is de op zes na grootste stad van Zambia.
Het is tevens een van de tien districten van de provincie Copperbelt. Het district grenst aan Haut-Katanga, een provincie van de Democratische Republiek Congo. Door de Congolese Burgeroorlog kwam de handel met Congo tot stilstand. Er is een licht herstel.

## Mijnen
Hoewel de ontdekking van koper in dit gebied reeds in 1902 plaatsvond kwam de stad pas tot wasdom in de jaren dertig dankzij de ontginning van de Mufulira-kopermijnen. De mijnen zijn eigendom van Mopani Copper Mines (MCM), een bedrijf met 10.000 vaste werknemers. MCM heeft vier mijnen in de Copperbelt. In Mufulira heeft MCM ook een smelterij en raffinaderij. Na de uitbreidingen van 2010 kan er jaarlijks 870.000 ton verwerkt worden. Er wordt ook malachiet geproduceerd.

## Voetbal
Voetbalclub Mufulira Wanderers werd in 1953 opgericht door Mopani Copper Mines, in eerste instantie voor de werknemers van de mijnen. MCM is nog steeds hoofdsponsor. Een van de beste spelers van de club was Samuel Ndhlovu, die daar in 1956 lid werd. In die tijd was sprake van witte en zwarte clubs, maar na de onafhankelijkheid van Noord-Rhodesië in 1964 werd het Zambiaanse nationale team gemengd. Ndhlovu werd dat jaar 'Sportman van het Jaar' en werd later coach van het nationale team bij onder meer de Africa Nations Cup (1992) en ten slotte bij het WK voetbal 1998.
De club won veel nationale titels en bracht veel internationals voort, zoals Kalusha Bwalya en Charly Musonda.

## Golf
Op de Mufulira Golf Club werd in de 70'er en 80'er jaren het Mufulira Open gespeeld. Deze golfbaan is een van de zeven 18-holes golfbanen in Zambia met groene greens (greens van gras en niet van zand).

## Geboren in Mufulira
- Mike Harris (1939-2021)  Zuid-Afrikaans Formule 1-coureur
- Levy Mwanawasa (1948-2008), 3e president van Zambia (2002-2008)
- Robert John "Mutt" Lange (1948), Brits muziekproducent
- David Chabala (1960-1993), voetballer
- Kalusha Bwalya (1963), voetballer en voetbalcoach
- Dafydd James (1975), Welsh rugbyer
- Charly Musonda, voetballer
- Moses Sichone (1977), voetballer
- Robert Earnshaw (1981), Welsh voetballer
- Christopher Katongo (1982), voetballer